# Werner Freyberg
Werner Freyberg (* 29. Juli 1902 in Leipzig; † 15. Januar 1973 ebenda) war ein deutscher Hockeyspieler.
Werner Freyberg gehörte dem in den 1920er Jahren dominierenden deutschen Hockeyverein an, dem Leipziger SC. Er debütierte 1926 in der deutschen Hockeynationalmannschaft. Bei den Olympischen Spielen 1928 in Amsterdam gehörten mit Georg Brunner, Heinz Förstendorf, Werner Freyberg, Werner Proft und Rolf Wollner fünf Leipziger zum Kader. Freyberg wirkte in Amsterdam in zwei Spielen mit, gegen Frankreich und im Spiel um den dritten Platz gegen Belgien. In diesem Spiel schlug die deutsche Mannschaft die Belgier mit 3:0 und Freyberg erhielt die Bronzemedaille. Insgesamt wirkte Werner Freyberg von 1926 bis 1928 in 4 Länderspielen mit.